# Амаргоска опера и хотел
Амаргоската опера и хотел (на английски: Amargosa Opera House and Hotel) е културен център в местността Дет Вели Джънкшън в Долината на смъртта в Калифорния, Съединените щати.
Сградата е построена през 1923 – 1925 година като част от селище на миннодобивна компания. В края на 60-те години актрисата и художничка Марта Бекет я наема и започва да я използва за поставяне на танцови и театрални представления, които стават популярни през 70-те години.